# Torymus sarothamni
Torymus sarothamni is een vliesvleugelig insect uit de familie Torymidae. De wetenschappelijke naam is voor het eerst geldig gepubliceerd in 1899 door Kieffer.